# Aporum kiauense
Aporum kiauense é uma espécie de orquídea epífita de hábito pendente e flores pequenas, que habita Borneu.